# Comunicação multicultural
Comunicação multicultural está ligada a indivíduos provenientes de culturas divergentes, onde a forma de comunicar-se entre elas pode se diferir entre palavras, gestos e entonações. Entre a formação do tema, incluem-se a teoria da comunicação e a teoria do multiculturalismo, no qual tem seu surgimento a partir do século XIX nos Estados Unidos, período de origem da comunicação multicultural, inicialmente encontrado dentro de empresas e do governo, ambos buscando expandir globalmente, e trazer o direito de igualdade e cidadania entre os povos, fazendo com que a comunicação entre eles fosse livre e cordial. Destaca-se no nascimento desta comunicação a maneira de expressar-se diante de costumes diferentes, interligando culturas regionais ou estrangeiras, mesclando diversos elementos culturais dentro de um mesmo espaço.

## Barreiras culturais
Em grandes capitais encontram-se algumas misturas regionais, onde devido a este fato, surge a barreira cultural. Os indivíduos utilizam para se comunicar os mesmos gestos e palavras, mas dependendo de cada sazonalidade pode ser compreendido de maneira muito diferente e  desta forma a interpretação será de acordo com a cultura de cada receptor.
Destacam-se quatro dificuldades de linguagem na comunicação multicultural, sendo as barreiras semânticas, conotações,entonações e diferenças de percepções.
- Barreiras semânticas: são as que decorrem do uso errôneo das palavras no qual para uma pessoa pode ter um significado e para a outra não ter o mesmo. Isso se refere principalmente as diversidades culturais, pois dentro de cada cultura pode existir palavras iguais na maneira de escrever e falar, já o seu significado é interpretado de maneira diferente.[4]
- Barreiras causadas pelas conotações: as palavras possuem sentidos diferentes de acordo com as linguagens e expressões dos diversos países ou fronteiras, na qual cada palavra pode se remeter a inúmeros sentidos e significados.[4]
- Barreiras causadas pela Entonações: “Em algumas culturas, a linguagem é formal e em outras informais. Ás vezes a entonação depende do contexto: as pessoas falam diferente quando estão em casa, numa festa ou no trabalho. A utilização de um tom pessoal e informal em uma situação que demanda um estilo mais formal pode causar embaraço e até constrangimento". Stepha Robbins, 2002. O tom da voz, a ironia ou a surpresa são maneiras de se expressão, na qual mal utilizadas podem causar situações desagradáveis, por exemplo, as gírias que muitas vezes utilizamos em uma roda de amigos ou até mesmo  no meio de familiares mais próximos, uma vez falado em um ambiente formal “empresa”, pode ser mal interpretados.[4]
- Barreiras causadas pelas diferenças de percepções: a criação de estereótipo étnico faz com que as pessoas vejam o mundo de diferentes formas, principalmente quando se tratam de países e suas distintas culturas. Diversos indivíduos se comunicam entre si através de gestos com as mãos ou com expressões faciais, seja para fazer uma brincadeira, concordar ou discordar de algo, o que se deve levar em consideração é que um gesto pode ser interpretado de maneiras diferentes entre os países/culturas.[5]

## Comunicação intercultural
É um campo de estudo que analisa a forma como as pessoas de diferentes origens culturais podem se comunicar, de maneiras semelhantes e diferentes entre si , e como eles se esforçam para se comunicar através das culturas.
O estudo da comunicação intercultural foi originalmente encontrado dentro de empresas e do governo, ambos buscando expandir globalmente. As empresas começaram a oferecer cursos de línguas para seus funcionários e programas foram desenvolvidos para treinar os funcionários a compreender e como agir no exterior. Com isso veio também o desenvolvimento do Instituto de Serviço Estrangeiro, ou FSI, através da Lei de Serviço Exterior de 1946, em que os funcionários do governo receberam treinamentos e preparação para assumir postos em diversos países. Em 1974, a Organização Internacional do Progresso, com o apoio da UNESCO e sob os cuidados do Presidente senegalês Léopold Sédar Senghor, realizou uma conferência internacional sobre "A Cultural Auto-compreensão das Nações" (Innsbruck, Áustria , 27-29 julho 1974) que exortou os Estados membros das Nações Unidas para organizar a investigação comparativa sistemática e global sobre as diferentes culturas do mundo e fazer todos os esforços possíveis para um treinamento mais intensivo de diplomatas no campo da cultural internacional além de desenvolver os aspectos culturais da sua política externa.

## Aumento global
Com a globalização, especialmente o aumento do comércio global, é inevitável que as diferentes culturas se encontrem e se misturem. Pessoas de origens diferentes acham que é difícil de se comunicar não só devido às barreiras linguísticas, mas também são afetadas por estilos de culturais. As mesmas palavras podem significar coisas diferentes para pessoas de diferentes culturas, mesmo quando eles falam a "mesma" linguagem e pertençam a um mesmo país. Uma comunicação eficaz com pessoas de diferentes lugares é desafiador, além de proporcionar às pessoas formas de pensamento e diversas maneiras de ver, ouvir e interpretar o mundo.

## Inclusão em programas universitários
Com as pressões e oportunidades da globalização crescente, a incorporação de alianças de redes internacionais tornou-se um mecanismo essencial para a internacionalização do ensino superior, muitas universidades de todo o mundo deram grandes passos para aumentar a compreensão intercultural através de processos de organização, mudanças e inovações. Em geral, os processos universitários giram em torno de quatro grandes dimensões, que incluem:
- mudança organizacional;
- inovação;
- desenvolvimento pessoal;
- mobilidade estudantil.

Acima de tudo, as universidades precisam se certificar de que eles estão abertos e sensíveis a mudanças no ambiente externo, a internacionalização para ser totalmente eficaz, uma universidade (incluindo todos os funcionários, estudantes, currículo e atividades) precisa estar em dia com as mudanças culturais, e disposto a se adaptar a essas mudanças.

## Aspectos da comunicação
Existem vários parâmetros que podem ser percebidos de formas diferentes por pessoas de diferentes culturas, o contexto é a dimensão cultural mais importante e também imensamente difícil de definir. Dentro da comunicação encontram modos de agir e se expressar, sendo elas: Não Verbal, Oral e Escrita. 
- Contato não verbal: envolve tudo, desde algo tão óbvio como o contato visual e expressões faciais para formas mais discretas de expressão, tais como o uso do espaço.
- Comunicação oral e escrita: é geralmente mais fácil de aprender, adaptar-se e lidar, principalmente no mundo dos negócios e educação, pelo simples fato de que cada língua é única. A única dificuldade que entra em jogo é Paralinguagem, "Linguagem refere-se ao que é dito, Paralinguagem refere-se a como é dito", embora logicamente, as mesmas palavras devem transmitir o mesmo significado, dependendo da ênfase colocada sobre essas palavras pode-se mudar totalmente o sentido da frase.[9]